# Ehud Barak
Ehud Barak (hebrejsky  אֵהוּד בָּרָק‎, rodným jménem Ehud Brog, * 12. února 1942, Mišmar ha-Šaron) je izraelský politik, bývalý předseda vlády a předseda Strany práce. V minulosti zastával řadu ministerských postů v izraelské vládě (namátkou ministra obrany, ministra zahraničních věcí, vnitra, školství atd.). Pro své přesvědčení, že mír nenastane, pokud nebude Izrael silný, je označován jako „jestřábí holubice“.
Před kariérou politika byl příslušníkem Izraelských obranných sil (IOS), kde dosáhl hodnosti generálmajora. Byl členem elitních průzkumných jednotek Sajeret Matkal a později jejich velitelem. Jako takový vedl řadu protiteroristických operací včetně operace Izotop či operace Jaro mládí. Byl rovněž jedním z klíčových architektů protiteroristické operace Entebbe. Od 80. let zastával vrcholné armádní funkce, jako jsou velitel vojenské rozvědky Aman, velitel Centrální velitelství či náčelník Generálního štábu IOS. Během své vojenské kariéry obdržel pět vyznamenání za statečnost a stal se nejdekorovanějším vojákem izraelské historie.
Úřad ministerského předsedy zastával v letech 1999 až 2001. V tomto období se pokusil navázat na svého mentora Jicchaka Rabina a uzavřít konečné mírové smlouvy s Palestinci a Sýrií. Ukončil také osmnáctiletou přítomnost izraelské armády v jižním Libanonu. V rámci mírových jednání byl nejnadějnější summit v Camp Davidu v roce 2000, který však zkrachoval. Jeho funkční období významně poznamenalo vypuknutí druhé intifády, během níž nechal Barak nařídit tzv. mimosoudní likvidace palestinských teroristických vůdců. Předčasné volby v roce 2001, které sám vyvolal, prohrál ve prospěch Ariela Šarona. Po odchodu z politiky podnikal a věnoval se poradenství a přednáškám. Do vrcholné politiky se vrátil v roce 2007, když byl opětovně zvolen předsedou Strany práce. Ve vládě Ehuda Olmerta se stal ministrem obrany a tuto funkci si udržel i po únorových volbách v roce 2009. V lednu 2011 opustil Stranu práce a založil novou centristickou a sionistickou stranu Acma'ut. Koncem listopadu 2012 oznámil odchod z politiky a rezignaci na post ministra obrany, který následně vykonával do předčasných parlamentních voleb v lednu 2013.

## Biografie
Narodil se v kibucu Mišmar ha-Šaron v britské mandátní Palestině. Je nejstarší ze čtyř synů Ester (rozená Godinová) a Jisra'ele Brogových, kteří do Palestiny přišli počátkem 30. let z východní Evropy a byli součástí generace zakládající kibucy. Své příjmení si hebraizoval z Broga na Baraka v roce 1959, když začal sloužit v armádě.
Se svou budoucí manželkou Navou, se kterou má tři dcery, se seznámil během vojenské služby. V srpnu 2003 se však rozvedli a 30. července 2007 se Barak oženil se svou láskou z mládí Nili Priel.

### Vzdělání

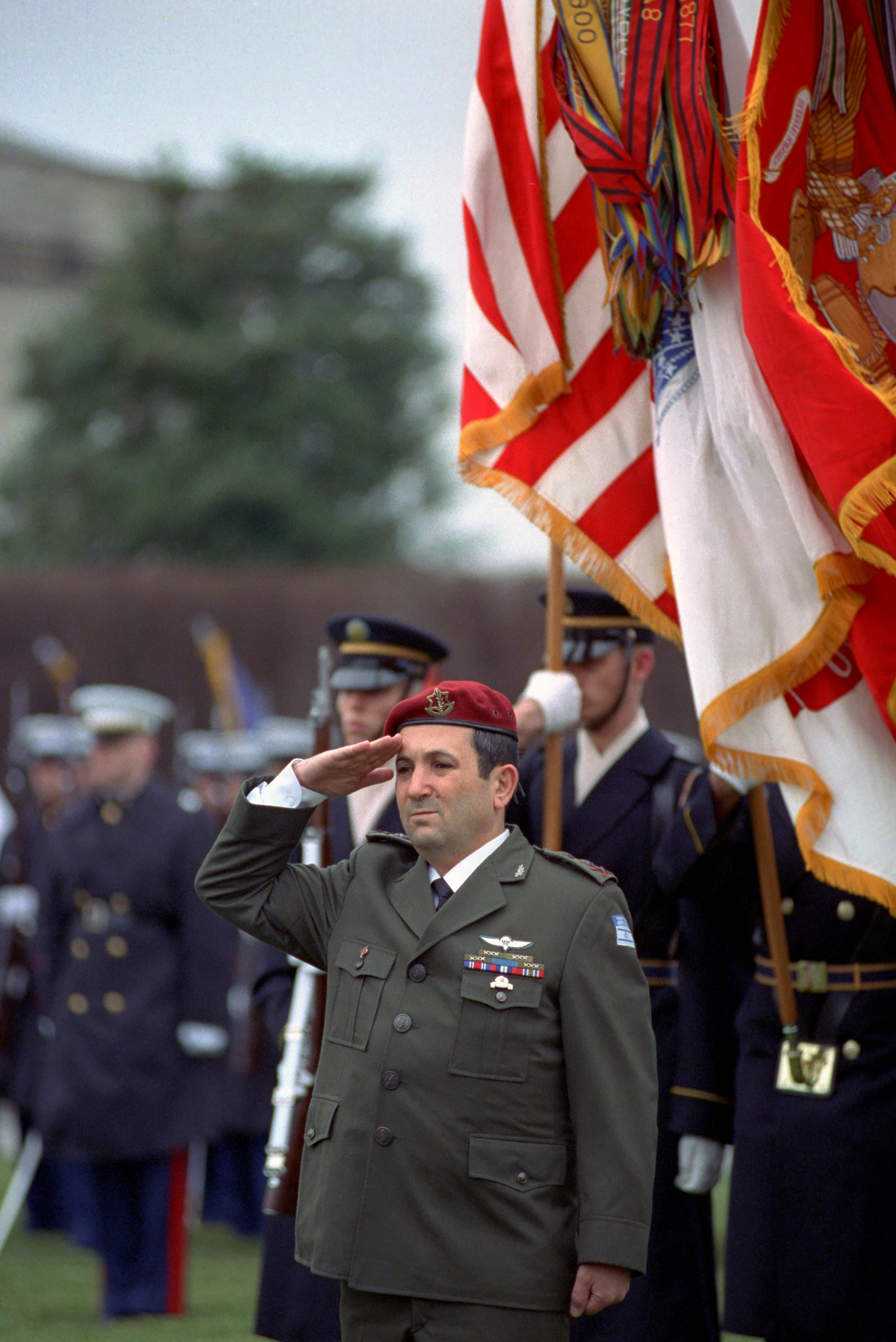
Barak jako náčelník Generálního štábu, Washington (1993)

V roce 1968 získal titul bakaláře z fyziky a matematiky na Hebrejské univerzitě v Jeruzalémě. V roce 1978 dosáhl hodnosti magistra v inženýrsko-ekonomických systémech na Stanfordově univerzitě v Palo Altě v Kalifornii.

### Vojenská služba
Do IOS vstoupil v roce 1959, kdy hebraizoval příjmení na Barak (v hebrejštině znamená „blesk“). Dobrovolně se přihlásil do elitní průzkumní jednotky Sajeret Matkal a v roce 1971 se stal jejím velitelem (jedním z jeho důstojníků byl pozdější premiér Benjamin Netanjahu). V průběhu šestidenní války v roce 1967 sloužil jako velitel průzkumné jednotky a díky své vynalézavosti, mimořádné statečnosti a rozvážnosti se dostal do povědomí nadřízených. Během jeho působení v Sajeret Matkal se tato jednotka stala předním izraelským protiteroristickým útvarem. Mezi nejvýznamnější operace, které vedl, patří záchrana izraelských rukojmí z uneseného letounu společnosti Sabena při operaci Izotop v roce 1972 či likvidace teroristů z Organizace pro osvobození Palestiny po masakru izraelských sportovců na mnichovských olympijských hrách při operaci Jaro mládí v roce 1973. Během jomkipurské války sloužil jako velitel tankové jednotky na sinajské frontě.
Byl jedním z klíčových tvůrců operace Entebbe z roku 1976, při níž byli zachráněni cestující letounu společnosti Air France, které vzali palestinští teroristé jako rukojmí a odletěli s nimi do Ugandy. V roce 1979 byl povýšen do hodnosti brigádního generála. V lednu 1982 byl jmenován náčelníkem plánovacího oddělení IOS a byl povýšen do hodnosti generálmajora. Během první libanonské války sloužil jako zastupující velitel izraelských sil v Libanonu.
Později působil jako náčelník vojenské zpravodajské služby Aman (1983–1985), velitel Centrálního velitelství (1986–1987) a zástupce náčelníka Generálního štábu (1987–1991). Nejvyšší izraelský vojenský post – náčelníka Generálního štábu – zastával od 1. dubna 1991 do 1. ledna 1995 a během tohoto období dohlížel na stažení IOS z Gazy a Jericha v rámci Mírových dohod z Osla a zúčastnil se vyjednávání o izraelsko-jordánské mírové smlouvě.
V roce 1995 ukončil ve funkci náčelníka Generálního štábu svou službu v IOS. Během své vojenské kariéry obdržel pět vyznamenání za statečnost (včetně medaile Za zásluhy) a stal se nejdekorovanějším vojákem izraelské historie.

### Politická kariéra

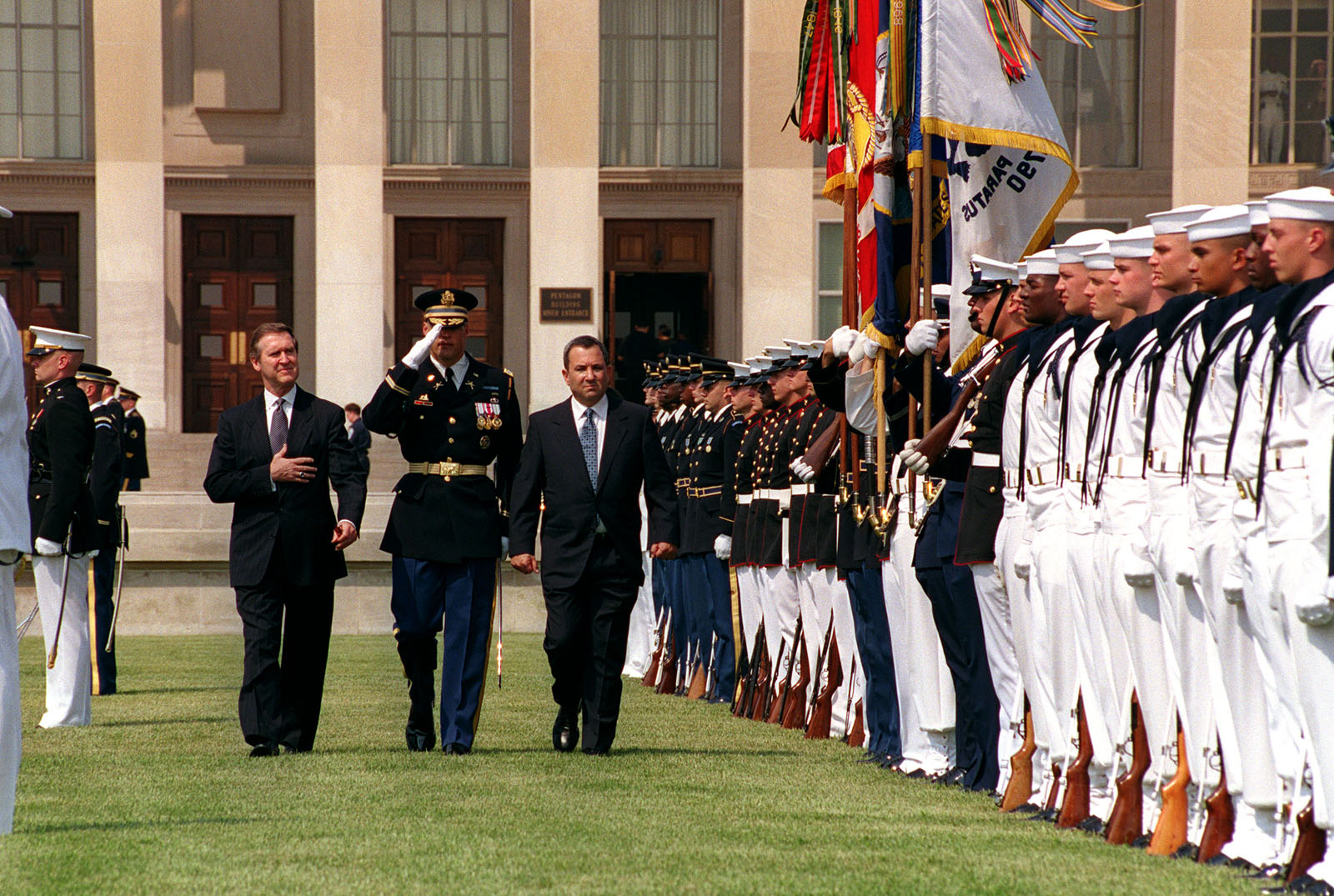
Barak v Pentagonu, 1999

Když Barak odešel z IOS, založil investiční firmu ve Washingtonu. O šest měsíců později se na osobní žádost tehdejšího premiéra Jicchaka Rabina vrátil do Izraele a stal se ministrem vnitra. Po Rabinově vraždě v listopadu téhož roku byl jmenován ministrem zahraničí v přechodné vládě Šimona Perese. V následných volbách do Knesetu v roce 1996 byl zvolen poslancem za Stranu práce a během svého funkčního období působil jako člen zahraničního výboru a výboru pro obranu. V roce 1996 nahradil Šimona Perese ve funkci předsedy Strany práce a vůdce opozice.
Před parlamentními a premiérskými volbami v roce 1999 vytvořil středolevou alianci Jeden Izrael, která se skládala ze Strany práce a stran Gešer a Mejmad. Ve volbách porazil úřadujícího premiéra Benjamina Netanjahua z Likudu poměrem 56:44 a stal se tak v pořadí desátým premiérem. Kromě tohoto postu byl zároveň i ministrem obrany. Jeho cílem bylo pokračování ve stopách svého mentora Jicchaka Rabina a chtěl uzavřít mír s palestinskými Araby a Sýrií. Barak následně sestavil „vládu národního usmíření,“ do které, v zájmu snížení společenského napětí mezi sekulárními a religiózními Izraelci, pozval stranu Šas. Dalšími členy koalice byly strany Merec, Jisra'el ba-alija, Mifleget ha-merkaz (Strana středu), Národní náboženská strana a Sjednocený judaismus Tóry.
Během svého funkčního období vyvedl Izrael z dlouhotrvající ekonomické recese k ekonomickému rozmachu, během něhož byl meziroční růst ekonomiky 5,9 %, docházelo k rekordním zahraničním investicím, téměř nulové inflaci, snižování deficitu a výraznému snižování zahraničních dluhů.

#### Arabsko-izraelský konflikt

Ehud Barak, Bill Clinton a Jásir Arafat na summitu v Camp Davidu, 2000

Jádrem Barakových vládních snah bylo dokončení mírového procesu. V květnu 2000 splnil svůj předvolební slib, když jednostranně stáhl všechny izraelské síly z jižního Libanonu a ukončil tak osmnáctiletou vojenskou přítomnost na tomto území. Vedl dalekosáhlé snahy k vyjednání mírových dohod, nejprve se Sýrií a později s Palestinskou autonomií, a to za aktivní spolupráce amerického prezidenta Billa Clintona a jeho administrativy. Jednání se Sýrií se týkala hlavně navrácení Golanských výšin výměnou za mír a bezpečnostní záruky Izraeli. Proti této Barakově snaze však výrazně vystoupila izraelská pravice, která zahájila kampaň „Národ je s Golany.“ Jednání však ztroskotala poté, co od nich Barak odstoupil kvůli klesající popularitě a odporu ve Straně práce k předání Golan.
Při jednání s palestinskými Araby, reprezentovanými Jásirem Arafatem, bylo jeho záměrem co nejdříve dokončit jednání o permanentním statusu. To však Arafat odmítl, dokud nebude implementováno Memorandum od Wye River, v jehož rámci se Izrael měl stáhnout ze 13 % Západního břehu. Mezi nejznámější izraelsko-palestinské mírové rozhovory této doby patří summit v Camp Davidu z roku 2000, kdy se opětovně Barak pokusil s Arafatem dojednat podmínky permanentního statusu. Jednání však nakonec selhala kvůli třem zásadním sporným bodům. Prvním bodem byl východní Jeruzalém, kterého se Izraelci odmítali vzdát, a který Arafat požadoval zcela pod palestinskou kontrolu, jakožto hlavní město potenciálního Palestinského státu. Druhým bodem byla rozloha území na Západním břehu, která by ve výsledku měla spadat pod Palestinskou autonomii a posledním pak palestinští uprchlíci. Neúspěch při jednání vedl ke zhoršení vzájemných vztahů, což vyvrcholilo v září 2000, když tehdejší předseda Likudu Ariel Šaron vystoupil za doprovodu početné ochranky na Chrámovou horu. Vzápětí v Izraeli vypukly velké palestinské nepokoje a násilnosti označované jako druhá intifáda (nebo intifáda al-Aksá). Během ní Barak mimo jiné nařídil tzv. mimosoudní likvidace, při nichž byli teroristé eliminováni raketami vystřelenými z vrtulníků.
I po vypuknutí intifády však Barak pokračoval ve vyjednávání. 17. října 2000 se konal summit v Šarm aš-Šajchu a v lednu 2001 se konala bilaterální jednání v Tabě, kde Barak nabídl dosud nevídané kompromisy (včetně postoupení východního Jeruzaléma palestinským Arabům). Jásir Arafat ale i tyto nabídky odmítl. V prosinci 2000 přišel s překvapivým oznámením, když oznámil svou rezignaci a skutečnost, že požádá prezidenta o vypsání předčasných premiérských voleb. Jeho záměrem bylo vyhnout se parlamentním volbám a soupeřením s Benjaminem Netanjahuem. Ten nebyl v roce 2000 členem Knesetu a tak proti Barakovi nemohl kandidovat. Rovněž chtěl posílit svou pozici premiéra. Za stranu Likud se tak proti Barakovi měl postavit Ariel Šaron, nad nímž podle předvolebních průzkumů Barak vedl. Jeho kalkulace však byly chybné a v předčasných volbách ho Šaron výrazně porazil poměrem 62,4:37,6.

### Podnikání a přednášky

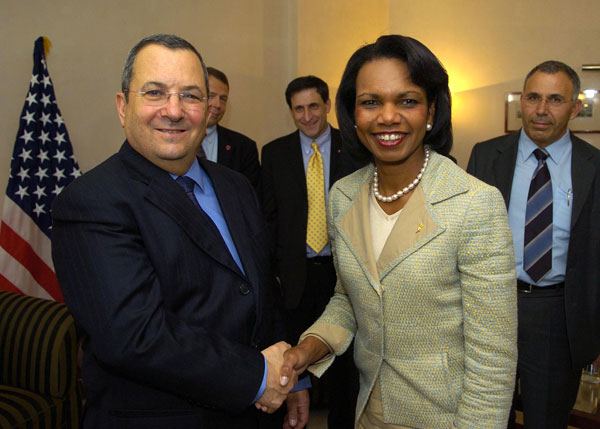
Ehud Barak a Condoleezza Rice

Po neúspěchu ve volbách odešel dočasně z politiky, pracoval jako bezpečnostní poradce v americké společnosti Electronic Data Systems a zároveň se stal spolumajitelem firmy zaměřené na „bezpečnostní“ práci. V listopadu 2004 oznámil svůj návrat do politického života a ohlásil kandidaturu na post předsedy strany. Svou kandidaturu však stáhl poté, co zjistil, že nemá šanci na výhru, a vyzval své stoupence k podpoře Šimona Perese. Po neúspěchu ve stranických volbách se stal partnerem investiční společnosti SCP Private Equity Partners z Pensylvánie. V roce 2002 založil vlastní firmu Ehud Barak Ltd., která za čtyři a půl roku vydělala 30 milionů šekelů (přibližně 150 milionů korun v přepočtu k listopadu 2008).
Barak podnikl přednáškové turné po amerických univerzitách, kde hovořil o svém pohledu na problematiku Blízkého východu. Během svého turné v roce 2006 mimo jiné řekl, že: „v Iráku se stupňuje občanská válka a americká přítomnost je více součástí problému než jeho řešením.“

### Návrat do politiky

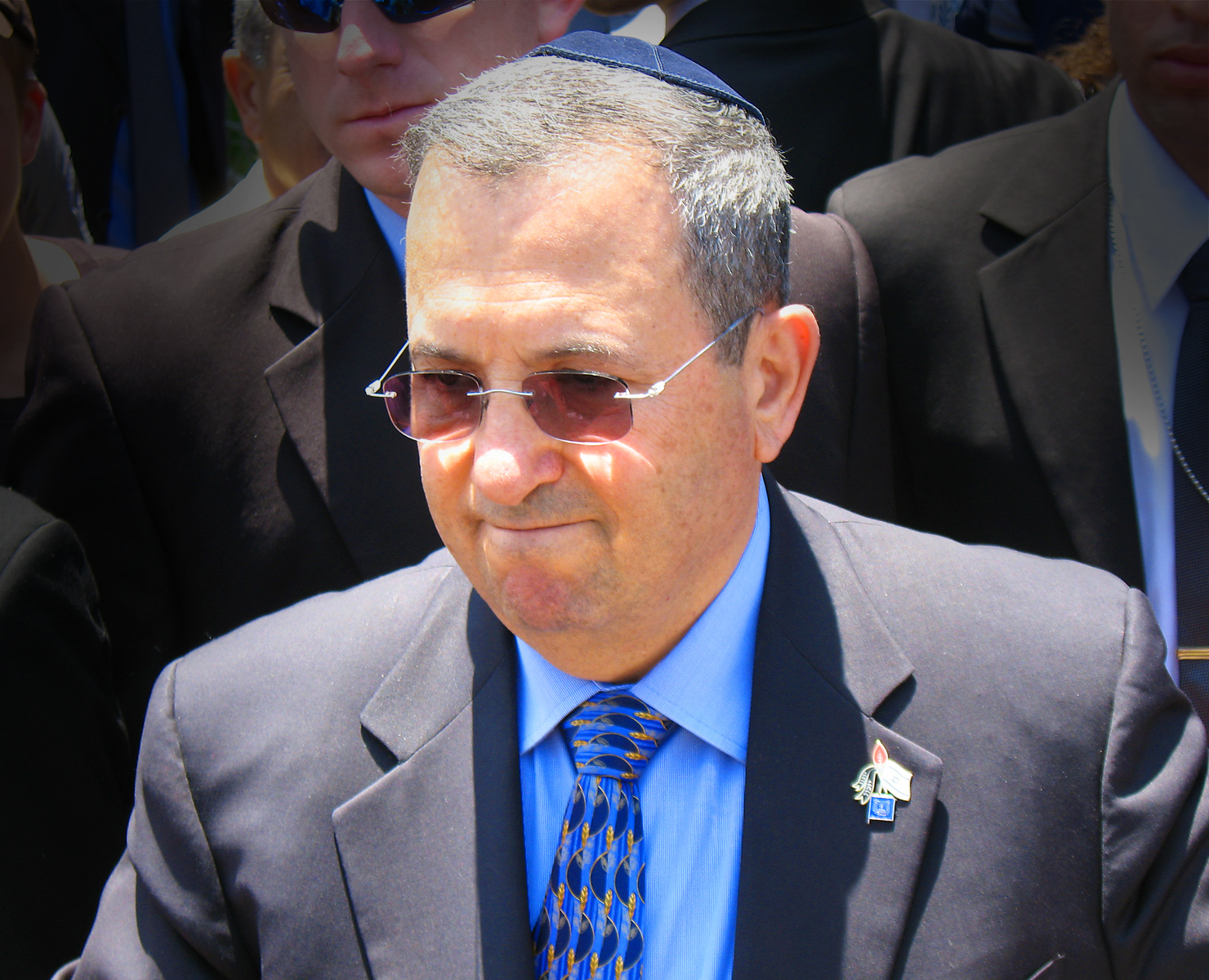
Ehud Barak při Jom ha-zikaron v roce 2008

V lednu 2007 oznámil svůj záměr kandidovat ve stranických volbách, když vedení strany zaslal dopis, v němž uznal své někdejší chyby a nezkušenost, která mu byla vytýkána. V prvním kole stranických voleb, které se konaly 28. května 2007, získal 35,6 % hlasů, což bylo více než jeho nejbližší protivníci, ale ne dost na vítězství. Mimo jiné získal větší počet hlasů než tehdejší předseda Amir Perec, který byl značně kritizován za selhání v pozici ministra obrany během druhé libanonské války. Díky tomu, že v prvním kole nikdo nedostal dostatek hlasů, 12. června se konalo kolo druhé, ve kterém se Barak utkal s bývalým ředitelem Šin Bet Ami Ajalonem. V tomto kole nakonec Barak těsně vyhrál poměrem 51,3:47,7. Již šest dní na to se Barak stal ministrem obrany a vicepremiérem ve vládě Ehuda Olmerta, a to i přesto, že nebyl členem Knesetu. Vzhledem k nespokojenosti Strany práce s fatálními neúspěchy v druhé libanonské válce Barak v předsednické kampani prohlašoval, že pokud Olmert neodstoupí, odejde Strana práce z koalice. Jelikož si však uvědomoval, že okamžité předčasné volby by znamenaly propad Strany práce a vítězství Likudu, odložil plnění svého slibu na neurčito.
V květnu 2008 Barak vyzval tehdejšího premiéra Ehuda Olmerta k rezignaci v souvislosti s jeho korupčními skandály. V případě, že tak Olmert neučiní, hodlají Barakovi labouristé vystoupit z vlády a vyvolat tak předčasné volby. 30. července Olmert oznámil, že na post premiéra rezignuje až po stranických volbách ve straně Kadima, jejímž je předsedou. Ty se konaly v září 2008 a vyhrála v nich ministryně zahraničí Cipi Livni, která byla později prezidentem Peresem pověřena sestavením vlády. Barak byl sice jako předseda Strany práce vyzván Benjaminem Netanjahuem z Likudu, aby do koalice nevstupoval, přesto však byla nakonec Strana práce jedinou stranou, která chtěla vytvořit novou vládou v čele s Livni.
V prosinci 2008 a lednu 2009 řídil jako ministr obrany protiteroristickou operaci Lité olovo v Pásmu Gazy. V únoru 2009 vedl Stranu práci do předčasných parlamentních voleb. V těch strana zaznamenala historicky nejhorší volební výsledek, když se ziskem třinácti mandátům obsadila až čtvrté místo. Bezprostředně po volbách Barak oznámil odchod strany do opozice, avšak po jednáních s Benjaminem Netanjahuem přednesl stranickému vedení návrh na vstup do Netanjahuovy koaliční vlády. Část strany se proti tomuto kroku postavila, ale nakonec rozhodla ústřední komise strany, která poměrem hlasů 680 ku 507 schválila vstup strany do Netanjahuovy koaliční vlády. V té Barak opět obsadil post ministra obrany.
V lednu 2011 společně s dalšími čtyřmi spolustraníky (Matan Vilnaj, Ejnat Wilf, Orit Noked a Šalom Simchon) založil novou centristickou a sionistickou stranu Acma'ut, která se odtrhla od Strany práce, jejímž byl Barak do té doby předsedou. Mezi uváděné důvody zmínil neposlušnost členů strany ke koaliční vládě a vůdcům Strany práce. Rozhodnutí kritizovaly další levicově-centristické strany, jako je Kadima či Merec.
Dne 26. listopadu 2012 oznámil odchod z politiky a rezignaci na post ministra obrany, který vykonával až do předčasných parlamentních voleb v lednu 2013. Po těch jej 18. března 2013 ve funkci nahradil Moše Ja'alon.

## Zmínky vpopulární kultuře
Postava Ehuda Baraka byla zachycena ve filmu Mnichov. Barak je v něm zachycen jako bruneta, což odráží skutečnou událost, kdy se jako velitel Sajeret Matkal účastnil operace Jaro mládí, při které v přestrojení za ženu likvidoval palestinské teroristy. Objevil se i v literatuře, konkrétně v románu Fredericka Forsytha Ďáblova alternativa (The Devil's Alternative), kde představoval vojenského poradce fiktivního izraelského premiéra.